# Euparyphasma
Euparyphasma är ett släkte av fjärilar. Euparyphasma ingår i familjen sikelvingar.
Kladogram enligt Catalogue of Life:
| Euparyphasma | \| \| Euparyphasma albibasis \| \| \| \| \| \| Euparyphasma cinereofusca \| \| \| \| \| \| Euparyphasma maxima \| \| \| \| \| \| Euparyphasma obscura \| \| \| \| |
|              | \| \| Euparyphasma albibasis \| \| \| \| \| \| Euparyphasma cinereofusca \| \| \| \| \| \| Euparyphasma maxima \| \| \| \| \| \| Euparyphasma obscura \| \| \| \| |
|              | Euparyphasma albibasis |
|              | |
|              | Euparyphasma cinereofusca |
|              | |
|              | Euparyphasma maxima |
|              | |
|              | Euparyphasma obscura |
|              | |